# Plankenstein (Herrschaft)
Die Herrschaft Plankenstein war eine Grundherrschaft im Viertel ober dem Wienerwald im Erzherzogtum Österreich unter der Enns, dem heutigen Niederösterreich.

## Ausdehnung

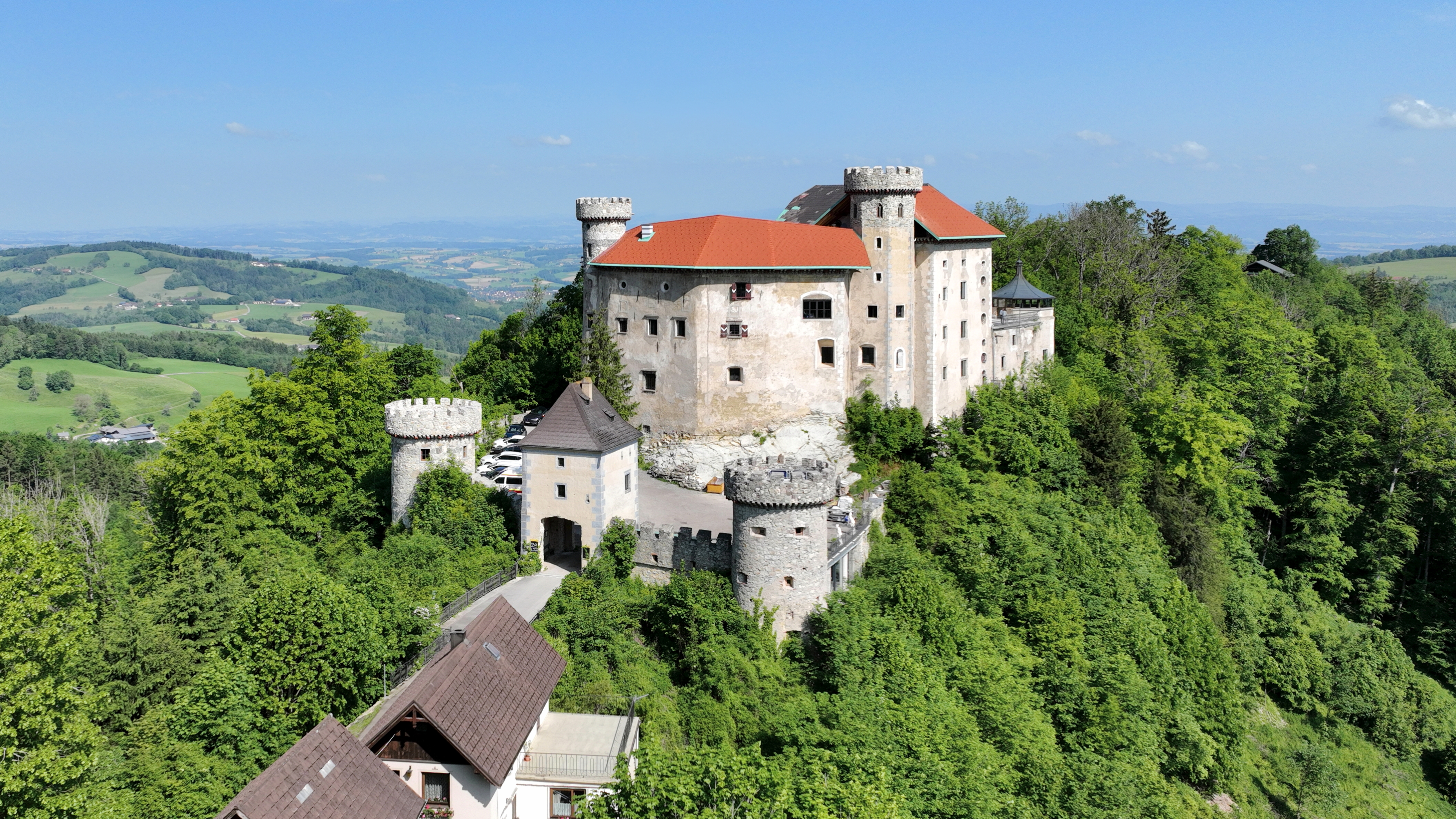
Burg Plankenstein

Die Herrschaft umfasste zuletzt die Ortsobrigkeit über Plankenstein, Hinternberg, Weissenbach, Hinterholz, Rosenbüchel, Straß, Haberleithen, Mühlgraben, Ramsau und Altendorf. Der Sitz der Verwaltung befand sich in der Burg Plankenstein.

## Geschichte
Letzter Inhaber der Familienfideikommissherrschaft war Karl Freiherr von Tinti, bis diese im Zuge der Reformen 1848/1849 aufgelöst wurde.